# Vineta

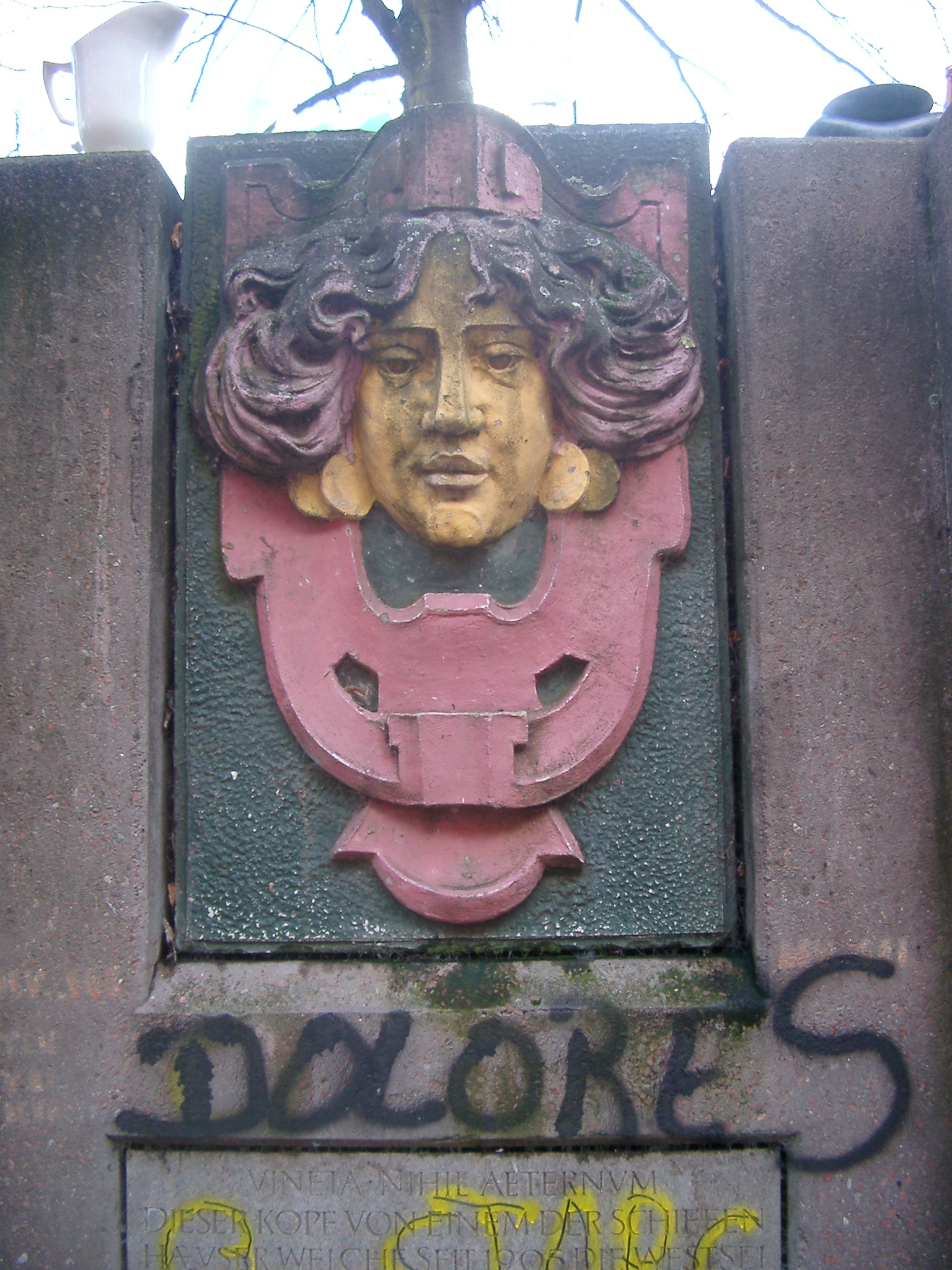
Personificazione di "Vineta" a Kiel: VINETA NIHIL AETERNUM (Vineta, nulla è eterno).

Vineta (anche Jumme o Jumneta) è una città leggendaria. È descritta come la città commerciale più potente della costa baltica dal X al XII secolo.
Secondo la leggenda fu fondata nel 500 dai vichinghi norvegesi o dagli slavi.
Essi erano vincolati da un regolamento che imponeva loro la pace all'interno ma li costringeva a difendere la città dagli esterni fino alla morte. Il commercio era la principale fonte di reddito, ma i guerrieri della città erano mercenari e si mettevano al servizio di chiunque li pagasse per combattere per lui.
La storia è raccontata in un testo del 1240 circa, la Jómsvíkinga saga. Vineta combatté duramente contro il re di Svezia, Norvegia e Danimarca tra il 980 e il 1150, ritardando così la cristianizzazione della Scandinavia.
La leggenda vuole Vineta sprofondata nel mare in seguito ad un uragano, provocato, secondo testi cristiani, dalla credenza nell'immoralità del popolo della città.

## Possibile ubicazione

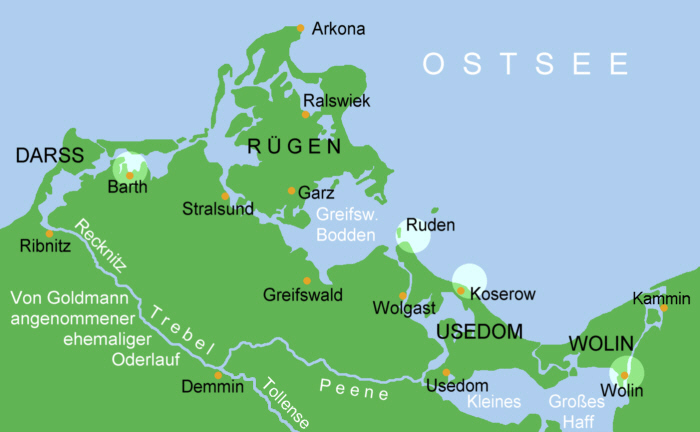
Le possibili ubicazioni di Vineta

Secondo la Jómsvíkinga saga la città si troverebbe tra la Germania e la Polonia.
Vi sono numerose ipotesi sull'ubicazione della città sommersa:
1. Koserow/Damerow sull'isola di Usedom
2. i dintorni di Ruden
3. la città di Wolin sull'isola di Wolin
4. Barth

Le ricerche della città sommersa sono in corso.

## Il retroterra storico e leggendario
Vineta deve essere stata una città commerciale degli slavi occidentali dell'etnìa dei Wendi.

### Koserow
Secondo la leggenda Vineta è sprofondata in mare di fronte a Koserow (isola di Usedom). Lo storico W. F. Gadebusch di Swinemünde ha tratto la sua tesi sull'ubicazione di Vineta da numerose osservazioni. Gadebusch è dell'opinione che una città come Vineta, sita nella piana di Dievenow, presso un ramo della foce del fiume Oder, non avrebbe potuto accogliere nel suo porto grosse imbarcazioni, che non avrebbero avuto possibilità di manovra. Egli ha cercato, su queste basi, anche in altre località.

### Damerow
Lo storico David Chyträus colloca Vineta, nella sua cinquecentesca Chronicon Saxoniae, al di là del fiume Peene, presso la località di Damerow, una fortificazione di fronte a Koserow. Per Chyträus era la terra dei Venedi che abitavano Usedom, mentre Julin su Wollin, quella dei Pomerani.

### Ruden
Una dozzina di carte geografiche, stampate fra il 1633 ed il 1700, indicano che la sommersa Vineta si trovava ad est dell'Isola di Ruden, di fronte alla foce del Peene.
Il teologo Bernhard Walther Marperger la descrive, verso il 1700, nel medesimo luogo. Il numero delle carte è tuttavia privo di forza probatoria, poiché allora erano in gran parte copiate l'una dall'altra. L'origine di questa ipotesi potrebbe trovarsi nell'alluvione del 1304, che devastò gran parte di Ruden e del collegamento di allora con la penisola di Mönchgut a Rügen. Intanno si seppe che la parte nordoccidentale di Usedom non fu mai sede di slavi, cosicché questa teoria oggi è priva di fondamento.

### Jomsburg/Jumne
Essa coincideva forse con Jomsborg ai tempi di Aroldo I e di Sweyn I di Danimarca. La località era divenuta ricca con i commerci, soprattutto con quello dell'ambra baltica.
Verso il 970 l'inviato del Califfato di Cordova, Ibrahim ibn Yaqub, riferisce che in Pomerania vi era una grande città portuale "con dodici porte", la cui forza militare "sovrasta tutti i popoli nordici". Adamo da Brema la descrive nell'XI secolo come una delle più grandi e ricche città d'Europa e la chiama "città di Jumne". La definisce inoltre un punto d'incontro fra greci e barbari molto frequentato.
Presumibilmente Vineta fu distrutta da una grossa flotta danese durante il periodo della cristianizzazione dei Venedi.

### Wolin
Secondo il pomerano Rudolf Virchow la città di Wolin era stata mille anni prima una città ricca e potente, popolata da diecimila abitanti. Virchow era convinto che Vineta fosse Wolin. Pare che gli scavi condotti da archeologi tedeschi e polacchi fin dagli anni trenta nella città e dagli anni cinquanta nelle tombe ad essa connesse confermino questa tesi.
Essi provano, che in prossimità della città di Wolin, dal X fino al XII secolo si trovava colà un'importante piazza per commerci navali con un corrispondente, grosso insediamento abitativo.

### Barth
Secondo una tesi moderna, Vineta si trovava presso Barth (Goldmann e Wermusch). In base a questa teoria, il fiume Peene prima non sfociava nello Stettiner Haff. Un ramo della foce dell'Oder doveva sfociare fra Anklam e Demmin. Questo ramo, oggi non più esistente, avrebbe potuto scorrere dal ramo principale dell'Oder oltre la Welse, il bassopiano della Uecker e della Randow, i Friedländer Große Wiese, attraverso la valle del Großer Landgraben e del Tollense, nei pressi di Friedland e Demmin (Demmin era una città anseatica) e, oltre al Peene, formare un fiume navigabile. Un grossolano esame dei rapporti dei livelli confermerebbe questa ipotesi, secondo la quale Barth coinciderebbe con l'antica Vineta. Tuttavia non ne sono state fino ad ora fornite prove archeologiche. Notizie del XVI e XVII secolo non possono essere viste come conferme assolute.

## Il nome di Vineta e la saga nelle arti

### Poesie, canzoni, brani musicali
- Vineta, poesia di Wilhelm Müller, compresa nel ciclo Muscheln von der Insel Rügen (1825)
  - Lied di Johannes Brahms per coro a 6 voci "a cappella", op. 42 Nr. 2 (1860), sul testo di Wilhelm Müller (Aus des Meeres tiefem, tiefem Grunde).
  - Versione musicale di Achim Reichel, per il suo album Wilder Wassermann (2002)
- Seegespenst, poesia di Heinrich Heine, contenuta nel ciclo Die Nordsee. 1. Abteilung (1826)
- Due testi di Ferdinand Freiligrath: poesie Meerfahrt (1838); Wilhelm Müller. Eine Geisterstimme (1872)
- Vineta-Glocken. Valse boston, (anni venti) di John Lindsay-Theimer (pseudonimo di Johann Theimer)
- Vineta, brano per concerto e -suite per sola cetra di Peter Kiesewetter (1994)
- Vineta, poema sinfonico di Urs Joseph Flury (2001)
- Vineta, canzone dei Puhdys (Puhdys 1, 4º Titolo)
- Vineta, canzone di Michael Heck
- Vineta, canzone di De Plattfööt CD
- Vineta, Geplanter 3. Band des Langgedichts Nautilus di Uwe Tellkamp
- Vineta, raccolta di poesie di Uwe Kolbe, Suhrkamp Verlag, Frankfurt am Main, 1998
- Sinfonia Nr. 2 "Vineta" di Ettore Prandi (Prima esecuzione assoluta Stralsund, Germania, 16 maggio 2018)

### Teatro di prosa e lirica
- Vineta. Rappresentazione. In: Troppo tardi. Quattro atti unici (1902) di Maria Eugenia delle Grazie.
- Vineta. Die versunkene Stadt (1937). Pièce teatrale di Jura Soyfer
- Vineta (1960-67), Opera di Rudolf Mors (Testo e musica). UA 1968 Bielefeld
- Barther Vineta-Festtage (dal 1997). Freiluft-Theaterspektakel del Vorpommerschen Landesbühne Anklam nel teatro di Zinnowitz
- Republik Vineta (2000). Pièce teatrale di Moritz Rinke
- Vineta (Oderwassersucht). Pièce teatrale di Armin Petras (sotto lo pseudonimo di Fritz Kater). UA 2001 Lipsia

### Opere letterarie
- E. Werner: Vineta. Romanzo (1877)
- Theodor Fontane: Effi Briest. Romanzo (1895; Kapitel 17: Anspielung auf das Gedicht Seegespenst von Heinrich Heine)
- Selma Lagerlöf: 1) nel romanzo Nils Holgerssons underbara resa genom Sverige (Il viaggio meraviglioso di Nils Holgersson attraverso la Svezia, 1906/07); 2) Vineta (nome di una nave), racconto contenuto nella raccolta Legami invisibili (Osynliga länkar), 1894
- Oskar Loerke: Vineta. Racconto (1907)
- Hans Albrecht Moser: Vineta. Ein Gegenwartsroman aus künftiger Sicht (1955)
- Günter Grass: Der Butt, romanzo (1977); Die Rättin, romanzo (1986)
- Lawrence Norfolk: Ein Nashorn für den Papst, romanzo (1996)
- Uwe Tellkamp: Der Schlaf in den Uhren, racconto (2004; paralleli fra Dresda e Vineta)
- Charlotte Lyne: Die Glocken von Vineta, romanzo (2007)

### Film
- Vineta (2006). Sceneggiatura e regia: Franziska Stünkel, con Peter Lohmeyer

## In memoria
- A Berlino una via è denominata Vinetastraße come anche la corrispondente fermata della Metropolitana (ted. U-Bahnhof) e vi è pure una piazza così intestata (Vinetaplatz) nel quartiere Gesundbrunnen (già Wedding), cui accedono Swinemünder Straße e Wolliner Straße
- una piazza di Kiel (quartiere Gaarden) è denominata Vinetaplatz, dalla nave da guerra della Kaiserliche Marine (varata nel 1863) Vineta; con lo stesso nome fu varata una nave-ospedale, la Vineta II
- nella Marina militare della Germania Federale (Bundesmarine) fu in servizio la nave cacciamine Vineta (M2652, Ariadne Klasse)
- un raro francobollo emesso agli inizi del XX secolo porta il nome di Vineta-Provisorium.
- a Swakopmund in Namibia, c'è un quartiere denominato Vineta.
- ad Heidelberg esiste dal 1879 un'associazione accademica studentesca così denominata Burschenschaft Vineta
- nello Schleswig-Holstein TSV Vineta Audorf è il nome di un'associazione sportiva.
- a Busdorf, sempre nello Schleswig-Holstein c'è una discoteca chiamata Vineta
- nell'Europa-Park (Rust) una delle attrazioni è "La città sommersa di Vineta", ove i visitatori vengono edotti sulla storia della leggendaria città.